# Bron
Bron je ime za zlitine bakra s kositrom, aluminijem, svincem, berilijem, silicijem, manganom, železom in nikljem; vendar nikoli s cinkom, čigar zlitino z bakrom imenujemo med. Kovati so ga začeli na Bližnjem vzhodu okoli leta 3300 pr. n. št. V tem obdobju, ki se po njem imenuje bronasta doba, so v zlitino dodajali tudi arzen, ki je kovino ojačal.
Bron je bil trši od železa, še ene pogoste kovine iz tega obdobja, kakovostnega jekla pa še več tisoč let niso znali izdelati. Bronasta doba se umaknila železni dobi, ko se je zaradi velikih selitev prebivalstva med 12.-11. stol. pr. n. št. v Sredozemlju končala trgovina s kositrom, kar je omejilo zaloge in zvišalo cene. Bron so v železni dobi še vedno precej uporabljali, a za večino potreb je zadoščalo pogostejše in enostavnejše pridobljeno železo. 
Bron se je vseskozi uporabljal tudi v umetniške namene, npr. v kiparstvu.